# Rajčići (Visoko)
Pour les articles homonymes, voir Rajčići.
Rajčići (en cyrillique : Рајчићи) est un village de Bosnie-Herzégovine. Il est situé dans la municipalité de Visoko, dans le canton de Zenica-Doboj et dans la fédération de Bosnie-et-Herzégovine. Selon les premiers résultats du recensement bosnien de 2013, il compte 563 habitants.

## Géographie
Le village est situé au bord de la rivière Godušica.

## Démographie

### Évolution historique de la population dans la localité
| 1948 | 1953 | 1961 | 1971 | 1981 | 1991 | 2013 |
| ---- | ---- | ---- | ---- | ---- | ---- | ---- |
| -    | -    | 356  | 444  | 570  | 563  | 563  |

|  |